# Ivan Balaďa
Ivan Balaďa (1. ledna 1936, Bratislava – 17. června 2014) byl slovenský filmový a televizní režisér a scenárista.
V roce 1954 vystudoval fotografii na Škole umeleckého priemyslu v Bratislavě a poté v roce 1959 filmovou a televizní režii na FAMU v Praze, kde jeho profesory byli např. Václav Krška, Václav Wasserman nebo Karel Zeman.
Jako absolventský film natočil pro Československou televizi Bratislava adaptaci románu Ladislava Mňačka Smrť sa volá Engelchen (1960). Od roku 1961 pracoval pro Československý armádní film, kde s kameramanem Jurajem Šajmovičem natočil sérii krátkých a středometrážních dokumentárních filmů: Generálův meč (1962), Cintorín bez mena (1963), Človek vo veľkej hale (1964), Čekání na vlak, který přijede podle jízdního řádu (1966), V pátek se stěhujeme (1966), Vzpomínka na tři rána v Českém lese (1966), Vyprávění o Kalevi Liiva (1967), Metrum (1967) a Les (1969).
Pro Československou televizí natočil jako externí spolupracovník hrané filmy Tri gaštanové kone (1966), Dáma (1967), Čas vinných (1968), Pařížská komuna (1970), Čtyři sváteční dny (1970).
Za vrchol jeho tvorby je považován hraný film Archa bláznů (1970/1990), jehož výroba byla po začátku normalizace zastavena a nedokončený film byl uzavřen do trezoru. Film byl pro veřejnost poprvé uveden na MFF v Karlových Varech v roce 1990.
V 70. a 80. letech 20. století se věnoval převážně divadelní režii. V roce 1983 natočil pro bratislavské studio Československé televize film Oči plné snehu, v roce 1984 Zločin Arthura Savilla a v roce 1986 inscenaci Biela voči oblohe. V letech 1987 až 1990 natočil televizní seriál podle románu Františka Kožíka Největší z Pierotů. V letech 1993 až 1995 byl šéfem činohry Moravského divadla Olomouc. Od roku 1995 působil jako režisér Městského divadla Zlín.